# Jürgen Friedrich Mahrt
Jürgen Friedrich Mahrt (* 8. Mai 1882 in Elsdorf; † 28. September 1940 in Rendsburg) war ein deutscher Landwirt, Naturkundler und Fotograf.

## Leben

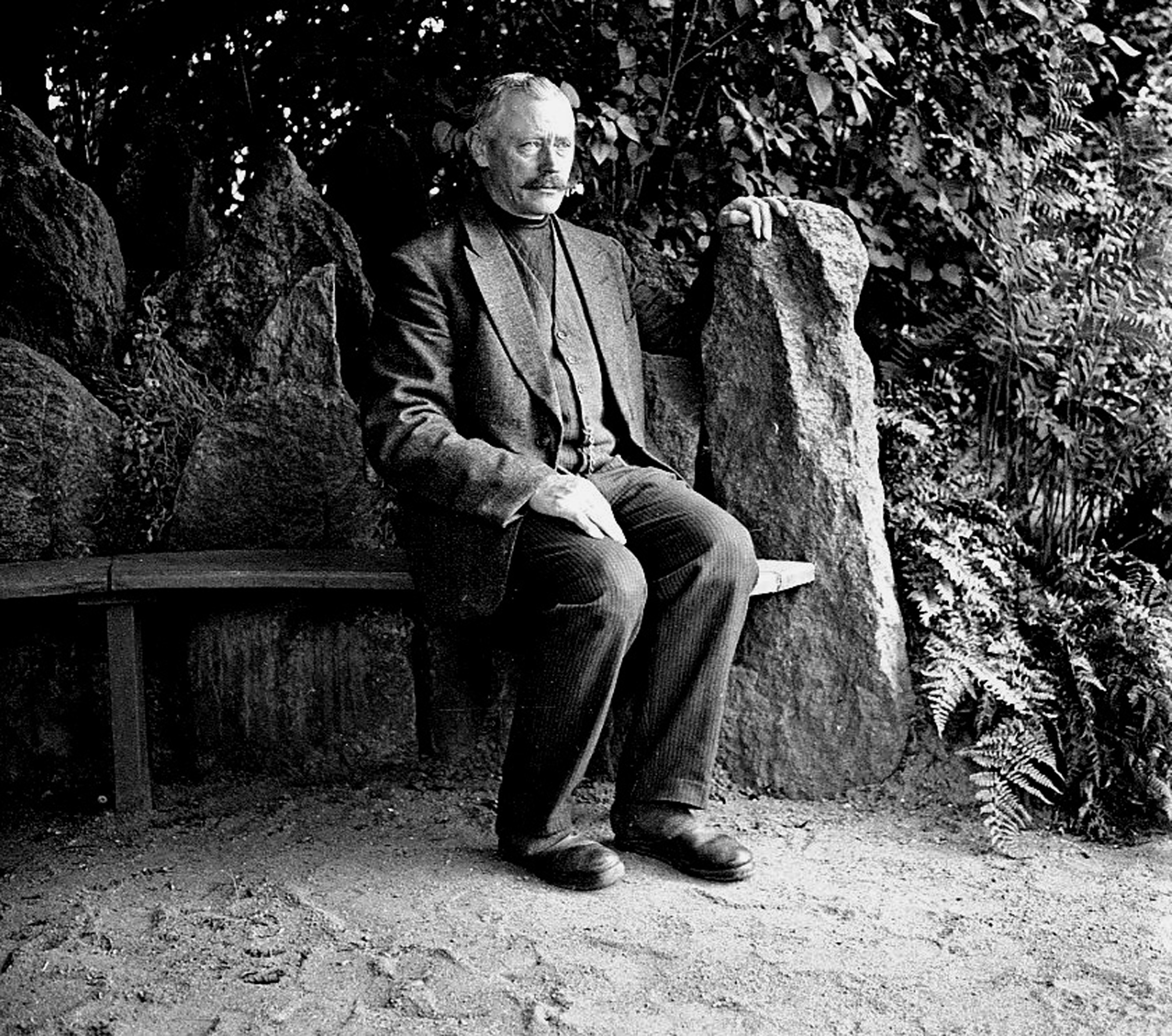
Jürgen F. Mahrt in Elsdorf

Jürgen Mahrt wuchs in seinem Geburtsort als Sohn des Landwirts Hinrich Mahrt und Anna Elsabe geb. Jewe auf. Schon als Kind beschäftigte er sich intensiv mit Pflanzen und Tieren, frühe Skizzen aus seinen Malbüchern zeigen „künstlerisches Talent und genaue Naturbetrachtung.“ Die Kindheit und Jugend auf dem Bauernhof war für ihn positive Prägung und Belastung zugleich: Zum einen lernte er die Natur im Wechsel der Jahreszeiten und die Vielfalt landwirtschaftlicher Arbeiten kennen, „zum anderen wurden ihm bald die Widersprüchlichkeiten zwischen den Pflichten auf einem traditionsreichen Familienbetrieb und seinen wissenschaftlichen Neigungen bewusst.“ Um 1900 begann er mit dem Aufbau einer naturkundlichen Sammlung, sammelte Wanzen Käfer, Raupen, Schmetterlinge. Er bildete sich zum Präparator aus und präparierte heimische Brut- und Zugvögel. 1903 heiratete er Margarete Karstens. Aus der Ehe gingen drei Kinder hervor. Mahrt übernahm 1912 von seinem Vater den landwirtschaftlichen Betrieb.
Im Ersten Weltkrieg diente Mahrt als Soldat in der 187. Infanterie-Division und in der Luftaufklärung über der Westfront. Dort erlernte er das fotografische Handwerk. Nach der Rückkehr aus dem Krieg 1919 kaufte er sich eine Glasplattenkamera und begann, fotografische Sammlungen von Pilzen, Insekten, Schmetterlingen, Pflanzen und Vögeln anzulegen. Die Schwarzweiß-Fotos kolorierte er mit Eiweißlasurfarben.
Er war Mitglied der Deutschen Ornithologen Gesellschaft und des Naturwissenschaftlichen Vereins für Schleswig-Holstein, Hamburg und Lübeck. Von 1919 bis 1931 führte er ein naturkundliches Tagebuch, in dem er Beobachtungen der Tier- und Pflanzenwelt festhielt, dies vor dem Hintergrund der immer stärkeren Eingriffe des Menschen in die Natur. Mahrt hat wissenschaftlich nicht selbst publiziert, machte sich aber durch seine Sammlungen, die von Fachleuten beschrieben wurden, einen Namen. Er war in Fachkreisen weit über das Land hinaus bekannt. In den 20er Jahren eröffnete er ein naturkundliches Museum in Elsdorf, in dem er Dutzende kleinere Dioramen mit seinen Vogelpräparaten ausstellte, Groß-Dioramen zu den Themen „Meer und Küste“, „Moor und Heide“, Winter und „Fluss und Sumpf“ einrichtete und seine umfangreichen Sammlungen und Naturfotografien ausstellte. 1927 übergab er den landwirtschaftlichen Betrieb an seinen Sohn und widmete sich fortan ganz seinen Interessen.
Er weitete seine Motivsuche auf die Menschen und deren Lebensrealität der Nachkriegszeit aus – fotografierte die Arbeiter des Landlebens, Alltag und Feierabend dieser Zeit, das harte Leben der Moor- und Katenbewohner, Hausformen, Landschaftsformen. Er war Protagonist der aufkommenden Laienfotografiebewegung und orientierte sich zunächst an den Bildern von Theodor Möller, adaptierte aber zunehmend einen eigenen beobachtend-dokumentarischen Stil, fotografierte oft auch in Serien. Als einer der Ersten in Schleswig-Holstein nahm er einfache Alltagsszenen von der Feldarbeit oder vom Marktgeschehen in der Stadt auf. Er fotografierte u. a. mit einer 6×6 Rolleiflex, ab Mitte der 1930er Jahre auch in Farbe mit einer Rollfilmkamera von Leica. In den 1920er und 1930er Jahren fuhr Mahrt mit dem Fahrrad durch weite Gebiete des Deutschen Reichs bis in die Schweiz. Er widmete sich auf diesen Reisen insbesondere der Stadtarchitektur- und Landschaftsfotografie. Die Fotos konnte er nicht mehr veröffentlichen. 1940 starb Mahrt an den Folgen einer Gallenoperation. Sein Museum existierte bis 1966 in Elsdorf, dann siedelte es nach Büsum um, wo es bis 1990 zugänglich war.

## Nachlass und Neuentdeckung
Mitte der 1980er Jahre entdeckte Mahrts Enkel Hans-Hermann Storm den in Vergessenheit geratenen Fotonachlass auf dem Dachboden des ehemaligen Museumsgebäudes und begann, die Fotos in mehreren volkskundlich ausgerichteten Bildbänden über das Landleben des frühen 20. Jahrhunderts zu veröffentlichen. Durch seine Bücher wurden Mahrts Fotos erstmals einer weiteren Öffentlichkeit bekannt.

## Dokumentarfilm
Im Sommer 2023 kam der preisgekrönte Dokumentarfilm „Die toten Vögel sind oben“ ins Kino, in dem Mahrts Urenkelin Sönje Storm den naturkundlichen Nachlass öffnet und Leben und Zeit ihres Urgroßvaters nachspürt. Der Film gewann u. a. beim Filmfestival DOK Leipzig im Deutschen Wettbewerb die „Goldene Taube“ und war für den Preis der deutschen Filmkritik 2023 nominiert.

## Publikationen
- Hans-Hermann Storm: Damals auf dem Lande – Erinnerungen in Wort und Bild. [Sämtl. Bilder wurden von Jürgen Friedrich Mahrt aufgenommen]. Band 1. Rendsburg 1985.
- Hans-Hermann Storm: Das Leben auf dem Lande. So war es damals. Erinnerungen in Wort und Bild. Bände 2–6. Hamburg 1986–1995.
- Hans-Hermann Storm: Vör de Klöndör. / Mit Bildern von Jürgen F. Mahrt. Hamburg 1997.